# 山本剛史
山本 剛史（やまもと たけし、1976年8月1日 - ）は日本の俳優。愛知県半田市出身。身長173cm。体重58kg。血液型はO型。かつてはホリ・エージェンシーに所属していた。
映画監督の山下敦弘は中学時代の同級生で、高校は別だったが一緒に自主映画を撮っていた。山下は「自分も役者に興味があったが友人が強烈に役者を目指してる奴だったんで、自分は自然と撮る側に回った」「二人ともよく映画見てたけど、やっぱり山本の見る映画は違ったなあ」と語る。

## 出演

### 映画
- 105円のハンバーガー（2002年）
- その男狂棒に突き（2003年） - 刑事になった尾崎 役
- ばかのハコ船（2003年） - 尾崎充 役
- 不詳の人（2004年） - 俳優学校の講師になった船木 役
- リアリズムの宿（2004年） - 船木テツヲ 役
- くりいむレモン（2004年）
- 脱皮ワイフ（2004年） - レコード会社の社員（尾藤） 役
- ピーカン夫婦（2005年） - 尾藤 役（主演）
- リンダ リンダ リンダ（2005年） - カラオケの店長 役
- グミ・チョコレート・パイン（2007年）- 理科教師 役
- 観察 永遠に君を見つめて（2007年） - ガソリンスタンドで道をきくヤクザ 役
- 最強兵器女子高生 RIKA（2008年）- 崇 役
- memo（2008年） - 制服警官 役
- 青空ポンチ（2008年） - 舟木哲夫 役
- 百万円と苦虫女（2008年） - 不動産屋の男 役
- 放送禁止 劇場版 密着68日 復讐執行人（2008年）
- SとM 劇場版 （2010年、仰木豊監督） - 早川 役
- 新天然華汁さやか - 小池 役
- バチアタリ暴力人間（2010年）
- 堀川中立売（2010年） - 酒井ツトム（ホームレス男爵）役
- バカがウラヤマシイ（2010年） - 相馬 役
- これでいいのだ!!映画★赤塚不二夫（2011年） - 三波一喜 役
- マイ・バック・ページ（2011年） - 反戦自衛官を名乗る男の役
- おだやかな日常（2012年、内田伸輝監督）- タツヤ 役
- 友達（2013年）
- さよならドビュッシー（2013年1月26日公開、利重剛監督） - 香月研三 役
- あすなろ参上（2014年、真利子哲也監督）
- 福福荘の福ちゃん（2014年11月8日公開、藤田容介監督） - 大場直人 役
- 超能力研究部の3人（2014年12月6日公開、山下敦弘監督） - 統括マネージャー・舟木 役
- 禁忌（2014年12月6日公開、和島香太郎監督） - 菊田泰史 役
- ディアーディアー（2015年10月24日公開、菊地健雄監督） - ヒロインの元彼・西野 役
- BEAUTIFUL LIGHTS（2015年、甲斐博和監督）
- イノセント15（2016年12月17日公開） - 銀の父 役 ※ 1週間限定レイトショー公開 [1]
- 雪女（2017年3月4日公開、杉野希妃監督）
- ブランク（2019年2月19日公開、染谷将太監督）
- JKエレジー（2019年8月9日）
- 蒲田前奏曲（2020年9月25日公開）
- ランブラーズ2（2021年）
- MIRRORLIAR FILMS Season1「無事なる三匹プラスワン コロナ死闘篇」（2021年9月17日、山下敦弘監督）
- 満月、世界（2024年9月21日公開、塚田万理奈監督）[2]

### テレビドラマ
- スパイ道 #09「ミッション・インポッシビリティ」主演（2005年、BS-i）
- イグザンプラードラマ
- モップガール 第6話（2007年11月16日、テレビ朝日） - 島岡マコト 役
- 深夜食堂 第7話（2009年11月、毎日放送・TBS） - プロデューサー 役
- 幼獣マメシバ （2009年、東名阪ネット6） - 為末（富士見署　生活安全課刑事） 役
- 探偵Xからの挑戦状! Season3「ビスケット」（2011年4月28日、NHK） - 村岡弘 役
- QP 第4話（2011年10月26日、日本テレビ） - 佐川 役
- デカ 黒川鈴木 第1話（2012年1月5日、読売テレビ） - 園山達夫 役
- エアーズロック 第5話（2012年、東名阪ネット6） - 教官 役
- 刑事吉永誠一 涙の事件簿 第2話（2013年10月18日、テレビ東京） - 久保田彰 役
- 相棒 season12 第2話「殺人の定理」（2013年10月23日、テレビ朝日） - 大倉浩一 役
- 殺しの女王蜂 第4話（2013年10月25日、テレビ東京） - イワブチ 役
- あすなろ参上！(2013年12月13日、NOTTV)
- ドラマスペシャル 遺留捜査（2014年8月9日、テレビ朝日） - 池山栄介 役
- 植物男子ベランダー 第12話「植物たちの挽歌」の巻（2014年、NHK BSプレミアム） - 鉢須賀 役
  - 植物男子ベランダー SEASON2 第8話「狂喜の植木市、再び」（2015年、NHK BSプレミアム） - 鉢須賀 役
  - 植物男子ベランダー SEASON3 第4話「クレソンと弟子」（2016年、NHK BSプレミアム） - 鉢須賀 役
- 鈴木光司 リアルホラー「夜光虫」（2015年3月15日、BSフジ） - 杉原賢治 役
- スペシャリスト 第7話（2016年2月25日、テレビ朝日） - 湊修一郎 役
- 探偵物語 (1983年の映画)（2018年） ‐ 矢代和也 役
- 刑事7人（2018年） ‐ 中島隆 役
- 魔法×戦士 マジマジョピュアーズ!(2018年) ‐ 科学博物館の館長さん 藤間英二 役

### 舞台
- 2007年「しとやかな獣」（演出：ケラリーノ・サンドロヴィッチ）
- 2011年 長塚圭史 新プロジェクト葛河思潮社 「浮標」
- 2012年「ロッカーの濡れてる床、イスがない」（演出:ふじきみつ彦）

## リンク
- 公式サイト